# Коррипио Аумада, Эрнесто
Эрнесто Коррипио-и-Аумада (исп. Ernesto Corripio y Ahumada; 29 июня 1919, Тампико, Мексика — 10 апреля 2008, Мехико, Мексика) — мексиканский кардинал. Титулярный епископ Запары и вспомогательный епископ Тампико с 27 декабря 1952 по 25 февраля 1956. Епископ Тампико с 25 февраля 1956 по 25 июля 1967. Архиепископ Антекеры с 25 июля 1967 по 8 марта 1976. Председатель епископской конференции Мексики в 1967 — 1973. Архиепископ Пуэблы де Лос Анхелес с 8 марта 1976 по 19 июля 1977. Архиепископ Мехико с 19 июля 1977 по 29 сентября 1994. Кардинал-священник с титулом церкви Иммаколата-аль-Тибуртино с 30 июня 1979.